# Fond Assau
Fond Assau es una localidad de Santa Lucía, que forma parte de los distritos de Choiseul y Gros Islet.

## Toponimia
La localidad también es conocida por el nombre de Fond Assau/Babonneau.